# Station Podleś
Station Podleś is een spoorwegstation in de Poolse plaats Nowy Podleś.